# Georg Morgenstern
Georg Morgenstern (* 6. April 1892 in Hainichen; † 12. Februar 1975 in Göttingen-Weende) war ein deutscher Philosoph und Hochschullehrer.

## Leben
Der Sohn eines Kaufmanns besuchte das Staatsgymnasium Chemnitz bis zum Abitur 1911. Morgenstern begann mit einem Studium der Geschichte in Göttingen, wechselte unter dem Eindruck Edmund Husserls zur Philosophie und 1912/13 nach Leipzig. Nach dem Kriegsdienst von November 1914 bis 1916, der wegen eines Herzfehlers beendet wurde, studierte und promovierte er 1917 in Leipzig über den Begriff der Existenz in der modernen Philosophie bei Johannes Volkelt, dann in Leipzig Assistent und Studienassessor in Wurzen. Als Assistent von Max Scheler seit 1920 wurde er 1924 Privatdozent in Köln nach einer Habilitation über den Wissenschaftscharakter der Pädagogik. Ab 1926 bis 1932 lehrte er an der Pädagogischen Akademie Elbing Philosophie, nach deren Verkleinerung wurde er an die Pädagogische Akademie Frankfurt (Main) abgeordnet. Weil er Funktionär im Preußischen Lehrerverein gewesen war, wurde er 1933 in den Ruhestand versetzt. Doch 1934 berief ihn Friedrich Kreppel als Dozent an die Hochschule für Lehrerbildung Weilburg. Ab 1938 lehrte er dort als Professor bis zur Schließung. Anschließend wurde er an die Lehrerbildungsanstalten Hannover und Hirschberg versetzt. Am 9. November 1937 hatte er die Aufnahme in die NSDAP beantragt und war rückwirkend zum 1. Mai desselben Jahres aufgenommen worden (Mitgliedsnummer 5.940.451), ebenfalls 1937 schloss er sich dem NS-Dozentenbund an.
Ab 1946 lehrte er wieder am Pädagogischen Institut Weilburg und war bis 1950 der erste Direktor vor Walter Asmus (1950–1954), dann bis zur Emeritierung 1957 noch dessen Stellvertreter. Im Alter zog er nach Weende.

## Schriften
- Der Begriff der Existenz in der modernen Philosophie, Leipzig 1917 [= Dissertation]
- mit Hildegard Hetzer: Kind und Jugendlicher auf dem Lande. Beiträge zur psychologischen und pädagogischen Tatsachenforschung. Lindau (Bodensee): Piorkowski 1952